# Prueba Villafranca de Ordizia 2005
La Prueba Villafranca de Ordizia 2005, ottantaduesima edizione della corsa, valida come evento dell'UCI Europe Tour 2005 categoria 1.1, si svolse il 25 luglio 2005 su un percorso totale di 165 km. Fu vinta dallo spagnolo Carlos García Quesada che terminò la gara in 3h47'32", alla media di 43,51 km/h.
Partenz con 110 ciclisti, dei quali 26 portarono a termine il percorso.

## Ordine d'arrivo (Top 10)
| Pos. | Corridore                | Squadra       | Tempo    |
| ---- | ------------------------ | ------------- | -------- |
| 1    | Carlos García Quesada    | C. Valenciana | 3h47'32" |
| 2    | Daniel Moreno            | Relax         | a 45"    |
| 3    | Adolfo García Quesada    | C. Valenciana | s.t.     |
| 4    | Javier Pascual Rodríguez | C. Valenciana | s.t.     |
| 5    | Víctor Gomes             | Andalucía     | s.t.     |
| 6    | Ricardo Serrano          | Kaiku         | s.t.     |
| 7    | Carlos Castaño           | Andalucía     | s.t.     |
| 8    | Rubén Lobato             | Saunier Duval | s.t.     |
| 9    | Ion del Río              | Andalucía     | s.t.     |
| 10   | Jesús Hernández          | Liberty Seg.  | s.t.     |